# Elkhorn (Wisconsin)
Elkhorn és una població dels Estats Units a l'estat de Wisconsin. Segons el cens del 2000 tenia 7.305 habitants.

## Demografia
Segons el cens del 2000, Elkhorn tenia 7.305 habitants, 2.919 habitatges, i 1.903 famílies. La densitat de població era de 388 habitants per km².
Dels 2.919 habitatges en un 37,2% hi vivien nens de menys de 18 anys, en un 48,6% hi vivien parelles casades, en un 12,1% dones solteres, i en un 34,8% no eren unitats familiars. En el 28,5% dels habitatges hi vivien persones soles l'11,2% de les quals corresponia a persones de 65 anys o més que vivien soles. El nombre mitjà de persones vivint en cada habitatge era de 2,48 i el nombre mitjà de persones que vivien en cada família era de 3,07.
Per edats la població es repartia de la següent manera: un 28% tenia menys de 18 anys, un 8,7% entre 18 i 24, un 32,2% entre 25 i 44, un 18,3% de 45 a 60 i un 12,8% 65 anys o més.
L'edat mediana era de 34 anys. Per cada 100 dones de 18 o més anys hi havia 87,5 homes.
La renda mediana per habitatge era de 38.395 $ i la renda mediana per família de 47.475 $. Els homes tenien una renda mediana de 34.867 $ mentre que les dones 22.253 $. La renda per capita de la població era de 20.003 $. Aproximadament el 7,4% de les famílies i el 9,9% de la població estaven per davall del llindar de pobresa.

## Poblacions més properes
El següent diagrama mostra les poblacions més properes.